# Kalasin (tỉnh)
Kalasin (tiếng Thái: กาฬสินธุ์, phát âm [kāːlāsǐn], phiên âm: Ca-la-sin) là một tỉnh thuộc vùng Isan của Thái Lan. Các tỉnh giáp giới (từ phía Bắc theo chiều kim đồng hồ) là Sakon Nakhon, Mukdahan, Roi Et, Maha Sarakham, Khon Kaen và Udon Thani.

## Địa lý
Phần lớn diện tích tỉnh này được bao bọc bởi đồi núi. Ở phía Bắc là đập Lam Pao được xây từ 1963-68, chứa 1.430 triệu m³ nước để chống lũ và cấp nước tưới cho nông nghiệp. Hồ chứa Lam Pao trên thực tế đã cắt phía bắc tỉnh này làm hai nửa nhưng có phà nổi huyện Sahatsakhan ở phía đông với huyện Nong Kung Si ở phía tây, tiết kiệm được 1 tiếng đồng hồ đi đường bộ. Giáp giới với tỉnh Sakhon Nakhon là dãy núi Phu Phan, có các vườn quốc gia. Tỉnh này nổi tiếng với các hóa thạch khủng long có niên đại 120 triệu năm.

## Kinh tế
Kalasin là một tỉnh nông nghiệp, sản xuất gạo nếp và các nông sản khác như manioc và mía đường. Cư dân ở đây nghèo nàn, sống chủ yếu ở nông thôn và có nghề trồng dâu nuôi tằm.

## Lịch sử
Các khai quật khảo cổ cho thấy, bộ lạc Lawa đã sống ở đây từ 1600 năm trước. Tuy nhiên, thị xã được lập năm 1793. Tỉnh này được thành lập năm 1959 khi được tách ra từ Maha Sarakham.

## Biểu tượng
|  | Con dấu của tỉnh gồm hình ảnh một hồ nước trước dãy núi tạo thành biên giới của tỉnh. Nước hồ màu đên do tên gọi Kalasin có nghĩa là "nước đen". Đám mây lớn cũng như nước là biểu tượng của sự màu mỡ của đất đai tỉnh này. Hoa biểu tượng là Payorm (Shorea roxburghii), cây biểu tượng là Sa-mae-san (Cassia garrettiana). |

## Phân chia các đơn vị hành chính địa phương
Tỉnh này có 14 huyện (Amphoe) và 4 tiểu huyện (King Amphoe). Các huyện được chia ra làm 134 xã (tambon) và 1509 thôn (làng, bản, buôn, sóc, mường ấp).
| Amphoe |                                                                                                  | King Amphoe                                     |
| --- | ------------------------------------------------------------------------------------------------ | ----------------------------------------------- |
| 1. Huyện Mueang Kalasin 2. Huyện Na Mon 3. Huyện Kamalasai 4. Huyện Rong Kham 5. Huyện Kuchinarai 6. Huyện Khao Wong 7. Huyện Yang Talat | 1. Huai Mek 2. Sahatsakhan 3. Kham Muang 4. Tha Khantho 5. Nong Kung Si 6. Somdet 7. Huai Phueng | 1. Sam Chai 2. Na Khu 3. Don Chan 4. Khong Chai |